# 阿米尔·哈姆扎
东姑·阿米尔·哈姆扎（1911年2月28日—1946年3月20日）印度尼西亚诗人、翻译家、民族主义者。

## 生平
1911年出生于一个北苏门答腊省的马来贵族家庭。他在苏门答腊和爪哇都上过学。三十年代的大部分时间都在上高中，此时的哈姆扎加入了民族独立运动，也正是在爪哇求学期间，他遇上了心上人，爪哇姑娘伊里克·苏达丽。甚至当哈姆扎到巴塔维亚（今雅加达）求学时两人仍然保持着亲密关系。1937年，阿米尔被家人召回苏门答腊并与当地蘇丹的长女东姑·布蒂·卡米丽雅结婚。尽管阿米尔对家人包办婚姻的行为非常不满，但他还是接受了家人的安排。1945年印度尼西亚宣布民族独立之后，他担任了朗卡特地区的政府官员。1946年3月20日死于一场社会革命，遗体由印度尼西亚共产党葬于公墓。

## 影响
阿米尔青年时期开始创作诗歌，尽管在这些诗作都未注明日期，但可以推断出它们最早写于阿米尔首次到达爪哇时期。他既受马来文化又受伊斯兰文化的影响，同时还接受了基督教文化和东亚文化。阿米尔一生创作了50首诗歌、18首散文诗、散文12篇、4篇小说以及部分的翻译作品。1932年，阿米尔等人创办了文学杂志《新作家》。随后他回到苏门答腊，从此不再写作。他的大部分诗歌都收入于两本诗集中：《相思果》（1941）和《寂寞之歌》（1933），这些诗歌起初都发表于《新作家》，后来集结成书。

《相思果》中的诗歌是他的早期作品，主要抒发乡愁和幽怨，充满年轻人的浪漫情调；后期作品主要收入《寂寞之歌》，主要抒发了爱情破灭后的失意与痛苦，充满了悲观厌世的情绪，甚至沉湎于宗教来排遣余生。